# PedidosYa
PedidosYa est une entreprise multinationale uruguayenne de livraison de plats cuisinés, basée à Montevideo,. Fondée en 2009, elle opère dans presque tous les pays d'Amérique latine et est l'une des applications les plus utilisées du continent,.

## Histoire
PedidosYa a été fondée en 2009 par Ariel Burschtin, Álvaro García et Ruben Sosenke à Montevideo,,. Leurs fondateurs étaient trois étudiants de l'Université ORT Uruguay (es) qui ont présenté l'idée d'un site web pour commander des chivitos, un sandwich national du pays, dans le cadre d'un projet universitaire en 2008.
En 2008, les trois ont présenté le projet à l'Agence Nationale de Recherche et d'Innovation (es), qui leur a accordé une subvention de 20 000 dollars américains pour lancer la plateforme. En 2009, ils ont lancé le premier prototype en Uruguay, incluant 40 restaurants, et ont également reçu un financement initial de 50 000 dollars américains du Fonds Emprender de l'Agence Nationale du Développement.
L'entreprise s'est rapidement développée en Argentine et au Chili, et en 2011, elle était déjà présente au Brésil, en Colombie, au Venezuela et au Pérou. Cette année-là, elle a également reçu un investissement du fonds de capital-risque basé à Londres, Atomico, et de Kaszek. Par la suite, elle a commencé à opérer en Équateur, au Paraguay, à Porto Rico, au Panama et au Mexique. En 2014, l'entreprise a été acquise à 70 % par la société allemande Delivery Hero et en 2016, elle a commencé à permettre les paiements en ligne.
En juin 2017, l'entreprise a été cotée à la Börse Frankfurt avec une valeur de 5 140 millions de dollars américains, et la même année, elle a procédé à un rebranding,. En 2020, elle était déjà devenue une licorne, valorisée à plus de 2 milliards de dollars.

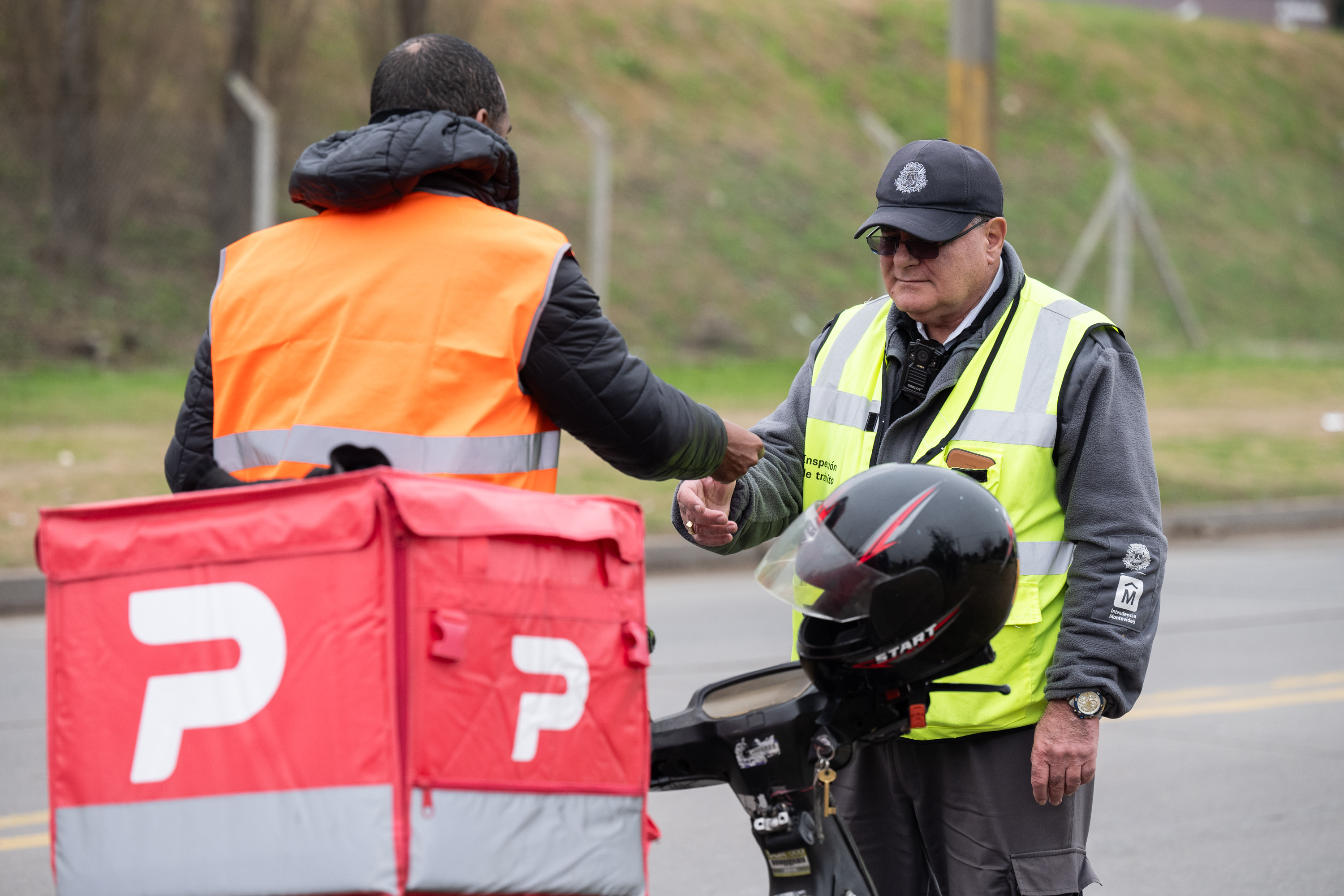
Livreur de PedidosYa durante contrôle du trafic

En avril 2020, en pleine pandémie de COVID-19, l'entreprise a lancé « PedidosYa Market », une série de dark stores à Montevideo, Buenos Aires et Santiago, permettant des achats en ligne avec retrait local et livraison à domicile. Ce concept a été rapidement étendu à d'autres pays, et en mai 2022, l'entreprise comptait 170 magasins répartis dans 13 pays d'Amérique latine.
En septembre 2020, PedidosYa a acquis les opérations de Glovo en Amérique latine, à la suite de l'acquisition de cette dernière par Delivery Hero, élargissant ainsi sa présence aux pays d'Amérique centrale,.